# Carol Kaye
Pour les articles homonymes, voir Kaye.
Carol Kaye (née Smith le 24 mars 1935 à Everett) est une musicienne américaine, guitariste et surtout bassiste. Elle est considérée comme une légende de la basse extrêmement prolifique car elle a joué sur environ 10 000 enregistrements au cours d’une carrière de plus de 50 ans. Elle a été membre des prestigieux The Wrecking Crew, groupe informel de musiciens de haut niveau de formation jazz ou classique, basé à Los Angeles. Elle est une des rares femmes qui, dans les années 1950 et 1960, a travaillé au plus haut niveau de l'industrie musicale américaine.

## Biographie
Carol Kaye naît à Everett dans l'État de Washington, dans une famille de musiciens. Son père est tromboniste de jazz et sa mère pianiste. elle grandit près de Port Angeles avant de déménager en 1942 avec sa famille à Wilmington, un quartier de Los Angeles en Californie. À onze ans, sa mère lui offre une guitare et elle prend des cours avec Horace Hatchett. Rapidement, elle maîtrise l'instrument et se met à aider son professeur en enseignant elle-même la guitare. À partir de 1949, à 14 ans, elle commence à jouer dans de nombreux clubs de jazz à Los Angeles avec de nombreux groupes.
Elle commence en 1957 à travailler en tant que musicienne de studio, enregistrant avec la plupart des grands producteurs et directeurs musicaux à Los Angeles à cette époque, comme Terry Melcher, Brian Wilson, Michel Legrand, Phil Spector, Elmer Bernstein, Lalo Schifrin, Dave Grusin, Hugo Montenegro, John Williams, Quincy Jones. Elle fait alors partie d'un groupe informel de musiciens de haut niveau, The Wrecking Crew, enregistrant régulièrement pour les artistes de l'époque.
En 1963, lors d'une session où le bassiste est absent, Kaye se retrouve à la basse. Rapidement, elle devient une bassiste de studio réputée, avec un son caractéristique : elle continue à utiliser un plectre comme sur la guitare et branche souvent sa Fender Precision Bass dans un ampli guitare.
Réputée pour ses lignes de basse, Carol Kaye intervient sur environ 10 000 sessions d'enregistrement. Elle travaille avec les grands noms de la musique des années 1960 : Phil Spector, Brian Wilson, Simon & Garfunkel, Lalo Schifrin, J.J. Cale, The Beach Boys on "Good Vibrations", Neil Young, Barbra Streisand, Ike & Tina Turner, Frank Zappa, Sonny and Cher, Ritchie Valens, Joe Cocker, Glen Campbell, The Supremes, Sam Cooke, The Grass Roots etc.
Elle joue également sur de nombreux génériques de séries américaines : Bonanza, M*A*S*H, Mission Impossible, Kojak, Mannix, Wonder Woman, La Famille Adams... En 1969, elle écrit How to play the electric bass, puis Electric Bass Lines N°1 ; deux doubles albums pédagogiques sont enregistrés chez GP Records. Elle arrête son travail de studio en 1970 en raison d’arthrite.
Quincy Jones a déclaré à propos de Carol Kaye : « Carol Kaye is the best bassist I've ever heard » (« Carole Kaye est la meilleure bassiste que j'ai jamais entendue ») et il a ajouté dans son autobiographie "Q"  « Certaines musiciennes de jazz étaient si formidables qu'elles laissaient les hommes dans la poussière avec leur jeu ».
De son côté Paul McCartney a indiqué que la performance de Carol Kaye sur Pet Sounds des Beach Boys a inspiré son propre jeu de basse sur Sgt Pepper's Lonely Hearts Club Band.

## Matériel et style de jeu
Carol Kaye joue d'abord sur une guitare Gibson Super 400 équipée d'un micro DeArmond, qu'elle branche dans un ampli Gibson GA-20.
À la basse, elle cherche à imiter avec un seul instrument les différents sons recherchés dans les enregistrements des années 1960 : un son grave et feutré, souvent joué par une contrebasse, et un son plus claquant, souvent joué avec une basse électrique (ou une guitare baryton) au médiator. Carole Kaye joue principalement sur une Fender Precision Bass, équipée de cordes à filets plats et avec une action haute. Elle installe un morceau de feutre sous les cordes, au niveau du chevalet, pour étouffer les notes, et branche son instrument dans un amplificateur pour guitare électrique (d'abord un Fender Super Reverb puis un Versatone Pan-O-Flex).

## Discographie sommaire
- Donna  et La Bamba – Ritchie Valens (1958)[8]
- Deuces, "T's," Roadsters & Drums – Hal Blaine (1963)
- Then He Kissed Me – The Crystals (1964)
- Unchained Melody et You've Lost That Lovin' Feelin' – The Righteous Brothers (1964)
- These Boots Are Made for Walkin' – Nancy Sinatra (1965)
- The Very Special World of Lee Hazlewood – Lee Hazlewood (1966)
- Batman Theme – The Marketts (1966)
- River Deep, Mountain High – Ike & Tina Turner (1966)
- Pet Sounds – The Beach Boys (1966)
- Freak Out! – The Mothers of Invention (1966)
- The Beat Goes On – Sonny & Cher (1967)
- The 59th Street Bridge Song (Feelin' Groovy) – Harpers Bizarre (1967)
- Wichita Lineman – Glenn Campbell (1968)
- The Soul Brotherhood – Charles Kynard (1969)
- Nancy – Nancy Sinatra (1969)
- I Don't Know What's On Your Mind – Spider Webb  (1976)
- Shades – J. J. Cale (1981)
- The Wilsons – The Wilsons (1996)
- Fast Man Raider Man – Frank Black (2006)